# KRISS Vector
Con KRISS Vector si intende una famiglia di armi basate sul progetto della KRISS USA, Inc.
Tutte le armi della famiglia utilizzano un innovativo sistema di riarmo non lineare per ridurre rinculo e rilevamento dell'arma in fase di fuoco.

## Progetto
Le meccaniche dei Vector furono originariamente progettate dall'ingegnere francese Renaud Kerbrat. L'azione, denominate KRISS Super V System (KSVS), è un complesso sistema di componenti che permette all'otturatore di rinculare fuori asse rispetto alla canna, in particolare verso il basso, in uno spazio appositamente scavato subito dietro all'alloggiamento del caricatore.
La famiglia Vector è la prima ad utilizzare tale sistema innovativo; la compagnia ha dichiarato che l'uso del potente .45 ACP è una decisione presa proprio per dimostrare che il meccanismo può sopportare grandi pressioni e alti calibri. Al momento sono in sviluppo anche delle versioni in calibro .40 S&W e 9 × 19 mm Parabellum. Tutte le armi della famiglia vengono alimentate con gli stessi caricatori da 10 o 13 colpi impiegati nella Glock G-21.
La canna dell'arma è in linea con la spalla del tiratore (esattamente come avviene nel fucile M16), ma allo stesso tempo anche con la sua mano. Combinati, questi due fattori riducono il rinculo percepito ed il rilevamento della canna in fase di sparo.

## Varianti
Tutte le varianti attualmente prodotte del KRISS Vector sono camerate per il proiettile .45 ACP.
Il mitra a fuoco selettivo viene commercializzato con il nome di Vector SMG, e presenta una canna da 5,5 pollici (140 mm), canna filettata per l'attacco di accessori, calcio pieghevole, slitte Picatinny (sia sopra che sotto), mire metalliche (BUIS) flip-up della Midwest Industries, e un selettore di fuoco a tre posizioni (colpo singolo, raffica da due colpi, fuoco automatico). L'arma è tuttavia soggetta a restrizioni e non è quindi disponibile per il mercato civile. Dato che l'arma è stata (ovviamente) prodotta dopo il 1986, risulta disponibile solo per agenzie di sicurezza, agenzie governative e militari.
La KRISS USA produce anche tre varianti semiautomatiche disponibili per il mercato civile (tuttavia soltanto sotto determinate condizioni).
- Il Vector CRB è la variante semi-automatica con canna da 16 pollici (410 mm). Il modello standard disponibile per 45 stati è dotato di calcio pieghevole (con possibilità di montare calci fissi negli stati che proibiscono i calci pieghevoli: California, New York, New Jersey, Connecticut e Massachusetts).
- Il Vector SBR è invece simile in tutto all'arma standard, tranne che per l'impossibilità di fuoco automatico.
- Il Vector SDP (Special Duty Pistol) è invece una variante considerate a tutti gli effetti una pistola mitragliatrice. Identica in buona parte alla variante SBR, l'arma non presenta un calcio, che è sostituito da un sistema per l'aggancio di una cinghia di trasporto.
- Altra variante del Vector è quella mostrata allo SHOT Show del 2011, denominata K10[5]. Questa variante usa sempre caricatori Glock, ma risulta molto più compatta della versione standard: utilizza un calcio telescopico metallico (invece di quello pieghevole). Era stato anche pensato di riunire i due selettori così da poter eseguire tutto con un solo selettore. La leva di armamento si muove verticalmente invece che orizzontalmente.

KRISS ha annunciato di voler sperimentare il meccanismo Super V anche su calibri a piena potenza in futuro. Menzione meritano un prototipo di fucile in .12 Gauge e una mitragliatrice pesante calibro .50 BMG chiamata Disruptor, che dovrebbe essere secondo le prime idee, un accoppiamento orizzontale di due sistemi Kriss Super V.
KRISS è al momento al lavoro su una pistola semiautomatica denominate KARD, che utilizza una variante ridotta del sistema Super V. La leva di armamento classica viene sostituita da una posteriore a T simile a quella dei fucili M16.

## Cultura di massa
- È presente nel 21º episodio della quarta stagione di CSI: NY
- È presente nel videogioco "ArmA III" con il nome di Vermin SBR.
- é presente nel videogioco Call of Duty: Modern Warfare 2  con il nome ''vector''
- È presente nel videogioco "Call of Duty: Black Ops 2" la versione K10 e in "Call of Duty: Ghosts" con il nome di Vector Crb
- È presente nei videogiochi "Call of Duty: Modern Warfare (2019)" e "Call of Duty: Modern Warfare II" con il nome di Fennec
- È presente nel videogioco "Far Cry 3" e "Far Cry 4" con il nome di .45 ACP. Inoltre esiste un'arma unica, lo Shredder, che è un Vector con mirino ottico, silenziatore e caricatori aumentati
- È presente nel videogioco The Division
- È presente nel videogioco S.K.I.L.L Special Force 2
- È presente nel film Total Recall - Atto di forza come arma principale del Corpo di Polizia
- È presente nel videogioco "Payday 2" con il nome di Kross Vertex
- È presente nel videogioco"Unturned"con il nome di Scalar
- È presente nel videogioco SCP:Secret Laboratory col nome di Crossvec
- È presente nel videogioco "Tom Clancy's Rainbow Six Siege" in dotazione all'operatrice Mira dell'unità speciale spagnola GEO e all'operatore Goyo dalle forze speciali Messicane FES
- È presente nel videogioco PlayerUnknown's Battlegrounds con il nome di Vector
- È presente nel videogioco Dirty Bomb, versione simile con un mirino olografico con il nome di "Blishlok"
- È presente nel videogioco Miscreated
- È presente nel videogioco Warface
- È presente nel videogioco Surviv.io
- È presente nel videogioco Escape From Tarkov con il nome di TDI Kriss Vector
- È presente nel videogioco Critical Ops
- Era presente nel passato capitolo 5 di Fortnite con il nome di "mitraglietta a raffica"